# 주서
| 이름          | 저자                 | 권수 |
| ------------- | -------------------- | ---- |
| 사기          | 전한·사마천          | 130  |
| 한서          | 후한·반고·배인       | 100  |
| 후한서        | 유송·범엽·배송지     | 120  |
| 삼국지        | 서진·진수·배잠       | 65   |
| 진서(晉書)    | 당·방현령·배행검 등  | 130  |
| 송서          | 양·심약              | 100  |
| 남제서        | 양·소자현            | 59   |
| 양서          | 당·요사렴            | 56   |
| 진서(陳書)    | 당·요사렴            | 36   |
| 위서          | 북제·위수            | 114  |
| 북제서        | 당·이백약            | 50   |
| 주서          | 당·영호덕분 등       | 50   |
| 수서          | 당·위징 등           | 85   |
| 남사          | 당·이연수            | 80   |
| 북사          | 당·이연수            | 100  |
| 구당서        | 후진·유후 등         | 200  |
| 신당서        | 송·구양수 등         | 225  |
| 구오대사      | 송·설거정 등         | 150  |
| 신오대사      | 송·구양수            | 74   |
| 송사          | 원·토크토 등         | 496  |
| 요사          | 원·토크토 등         | 116  |
| 금사          | 원·토크토 등         | 135  |
| 원사          | 명·송렴 등           | 210  |
| 명사          | 청·장정옥 등         | 332  |
| 신원사*       | 중화민국·커샤오민 등 | 257  |
| 청사고*       | 중화민국·자오얼쑨 등 | 536  |
| v • d • e • h |                      |      |

주서(周書)는 당나라의 관리 영호덕분(令狐德棻, 583년 ~ 666년)을 주축으로 진숙달(陳叔達, ~ 635년), 유검(庾儉) 등이 당 태종의 칙명에 의해서 저술한 기전체 정사이자 이십사사 중 하나다. 서위(西魏, 535년 ~ 556년)와 북주(北周, 557년 ~ 581년)의 역사를 기록한 정사이다. 북주서나 후주서라고도 부른다. 50권, 636년 정관 10년에 완성했다.

## 개요
비서승인 영호덕분은 당 고조 이연의 무덕 연간(618년 ~ 627년)에 편찬되지 않았던 북제·북주·양나라·진나라·수나라의 정사를 편찬한다고 선언했다. 고조는 여러 대신들에게 명하여 작업하게 하였지만 결국 완성을 보지는 못했다. 628년, 정관 2년에 방현령을 총감으로 임명하여 편찬을 시작하여 완성한 다섯 왕조사 중에 하나가 주서이다. 사론 부분은 잠문본이 담당했다.
주서는 수나라의 우홍이 쓴 《국사》(미완성) 18권을 저본으로 하여 찬술되었다. 본기는 서위의 재상인 우분태로 시작되고 북주 5제의 본기가 계속된다. 열전은 황후 열전으로 시작되어 종실이나 여러 신하의 이야기를 다루고 마지막 부분에는 유림, 효의, 예술 등을 다룬다. 외국전을 외국전이라고 칭하는 점이, 여타 정사와 다르며, 권48에는 강릉에 수립된 괴뢰 왕조인 후량의 기록을 볼 수 있다.

## 평가
주서가 참고한 우홍이 저술한 책을 위시한 여러 책은 서위, 북주 계열에 영향받은 수나라 사람의 손으로 된 저술이라서 북주을 다룬 좋지 않은 기사를 피해서 왜곡된 부분이 많았다. 영호덕분은 당나라의 신하인데 우홍의 곡필을 답습한다고 하여 후세인에게 비판된다.
《위서》나 《북제서》처럼 이 사초도 당송 시기에 유실되었기에 북송의 인종 때에 이르러 교정했지만, 또 유실되었고 이후 북사를 위시한 자료를 이용해 보충했다. 최초, 이후 불충분한 부분에는 교어로 표기했었지만, 그것도 이후에는 불분명하게 되었다. 청나라의 고증학자이자 유학자인 전대흔이 저술한 《이십사사고이》에서는 사신론 부분이 빠진 권24, 권26, 권31에서 권33까지가 원본에는 없었고 권31에서 권32까지는 북사를 바꿔 적었으며, 나머지 33권은 조금 이동되어 기록되었고 24권과 26권은 북사와 상충한다. 기타 부분에도 오탈자나 누락된 부분이 적지 않다.

## 내용

### 제기(帝紀)
| ### | ###   | 제목           | 군주             | 시기(음력)                                                          | 비고 |
| --- | ----- | -------------- | ---------------- | ------------------------------------------------------------------- | ---- |
| 권1 | 제기1 | 문제(文帝) 상  | 우문태(宇文泰)   | 526년 ~ 534년 (북위 효창(孝昌) 2년 ~ 북위 영희(永熙) 3년)           |      |
| 권2 | 제기2 | 문제(文帝) 하  | 우문태(宇文泰)   | 535년 1월 ~ 556년 10월 (서위 대통(大統) 원년 ~ 서위 공제(恭帝) 3년) |      |
| 권3 | 제기3 | 효민제(孝閔帝) | 천왕 각(天王 覺) | 556년 3월 ~ 557년 9월 (서위 공제(恭帝) 3년 ~ 효민제(孝閔帝) 원년)   |      |
| 권4 | 제기4 | 명제(明帝)     | 명제(明帝)       | 557년 9월 ~ 560년 4월 (명제(明帝) 원년 ~ 무성(武成) 2년)            |      |
| 권5 | 제기5 | 무제(武帝) 상  | 무제(武帝)       | 560년 4월 ~ 574년 12월 (무성(武成) 2년 ~ 건덕(建德) 3년)            |      |
| 권6 | 제기6 | 무제(武帝) 하  | 무제(武帝)       | 575년 1월 ~ 578년 6월 (건덕(建德) 4년 ~ 선정(宣政) 원년)            |      |
| 권7 | 제기7 | 선제(宣帝)     | 선제(宣帝)       | 578년 6월 ~ 580년 5월 (선정(宣政) 원년 ~ 대상(大象) 2년)            |      |
| 권8 | 제기8 | 정제(靜帝)     | 정제(靜帝)       | 580년 5월 ~ 581년 2월 (대상(大象) 2년 ~ 대정(大定) 원년)            |      |

### 열전(列傳)
| ###  | ###    | 부제                            | 목록 | 비고 |
| ---- | ------ | ------------------------------- | --- | ---- |
| 권09 | 열전1  | 황후 (皇后)                     | 문제원황후(文帝元皇后), 문선질노황후(文宣叱奴皇后), 효민제원황후(孝閔帝元皇后), 명제독고황후(明帝獨孤皇后), 무제아사나황후(武帝阿史那皇后), 무제이황후(武帝李皇后), 선제양황후(宣帝楊皇后), 선제주황후(宣帝朱皇后), 선제진황후(宣帝陳皇后), 선제원황후(宣帝元皇后), 선제위지황후(宣帝尉遲皇后), 정제사마황후(靜帝司馬皇后) |      |
| 권10 | 열전2  |                                 | 소혜공 호(邵惠公 顥), 기간공 연(杞簡公 連), 거장공 낙생(莒莊公 洛生), 우국공 중(虞國公 仲) |      |
| 권11 | 열전3  |                                 | 진탕공 호(晉蕩公 護), 질나협(叱羅協), 풍천(馮遷) |      |
| 권12 | 열전4  |                                 | 제양왕 헌(齊煬王 憲) |      |
| 권13 | 열전5  | 문민명무선제자 (文閔明武宣諸子) | 《문제 9자(文帝九子)》 송헌공 진(宋獻公 震), 위랄왕 직(衞剌王 直), 조참왕 초(趙僭王 招), 초효왕 검(譙孝王 儉), 진혹왕 순(陳惑王 純), 조야왕 성(越野王 盛), 대비왕 달(代奰王 達), 기강공 통(冀康公 通), 등문왕 유(滕聞王 逌)                                                                                                |      |
| 권13 | 열전5  | 문민명무선제자 (文閔明武宣諸子) | 《효민제 제자(孝閔帝諸子)》/《명제 3자(明帝三子)》 기여왕 강(紀厲王 康), 필랄왕 현(畢剌王 賢), 풍왕 정(鄷王 貞), 송왕 식(宋王 寔) |      |
| 권13 | 열전5  | 문민명무선제자 (文閔明武宣諸子) | 《무제 6자(武帝六子)》 한왕 찬(漢王 贊), 진왕 지(秦王 贄), 조왕 윤(曹王 允), 도왕 충(道王 充), 채왕 태(蔡王 兌), 형왕 원(荊王 元) |      |
| 권13 | 열전5  | 문민명무선제자 (文閔明武宣諸子) | 《선제 2자(宣帝二子)》 업왕 간(鄴王 衎), 영왕 술(郢王 術) |      |
| 권14 | 열전6  |                                 | 하발승(賀拔勝), 하발악(賀拔岳), 하발윤(賀拔允), 후막진열(侯莫陳悅), 염현(念賢) |      |
| 권15 | 열전7  |                                 | 구낙(寇洛), 이필(李弼), 이표(李標), 우근(于謹), 우식(于寔) |      |
| 권16 | 열전8  |                                 | 조귀(趙貴), 독고신(獨孤信), 후막동숭(侯莫陳崇) |      |
| 권17 | 열전9  |                                 | 양어(梁禦), 약간혜(若干惠), 이봉(怡峯), 유량(劉亮), 왕덕(王德) |      |
| 권18 | 열전10 |                                 | 왕비(王羆), 왕사정(王思政) |      |
| 권19 | 열전11 |                                 | 달해무(達奚武), 달해진(達奚震), 후막동순(侯莫陳順), 두로녕(豆盧寧), 우문귀(宇文貴), 양충(楊忠), 왕웅(王雄) |      |
| 권20 | 열전12 |                                 | 왕맹(王盟), 하란상(賀蘭祥), 위지강(尉遲綱), 질렬복구(叱列伏龜), 염경(閻慶) |      |
| 권21 | 열전13 |                                 | 위지형(尉遲迥), 왕겸(王謙), 사마소난(司馬消難) |      |
| 권22 | 열전14 |                                 | 주혜달(周惠達), 풍경(馮景), 양관(楊寬), 양목(楊穆), 양검(楊儉), 류경(柳慶), 류기(柳機) |      |
| 권23 | 열전15 |                                 | 소작(蘇綽) |      |
| 권24 | 열전16 |                                 | 노변(盧辯) |      |
| 권25 | 열전17 |                                 | 이현(李賢), 이원(李遠) |      |
| 권26 | 열전18 |                                 | 장손검(長孫儉), 장손소원(長孫紹遠), 장손징(長孫澄), 장손시(長孫兕), 곡사징(斛斯徵) |      |
| 권27 | 열전19 |                                 | 혁련달(赫連達), 한과(韓果), 채우(蔡祐), 상선(常善), 신위(辛威), 사적창(厙狄昌), 전홍(田弘), 양춘(梁椿), 양대(梁臺), 우문측(宇文測), 우문심(宇文深) |      |
| 권28 | 열전20 |                                 | 사녕(史寧), 육등(陸騰), 하약돈(賀若敦), 권경선(權景宣) |      |
| 권29 | 열전21 |                                 | 왕걸(王傑), 왕용(王勇), 우문규(宇文虯), 우문성(宇文盛), 우문구(宇文丘), 경호(耿豪), 고림(高琳), 이화(李和), 이루목(伊婁穆), 양소(楊紹), 왕아(王雅), 달해식(達奚寔), 유웅(劉雄), 후식(侯植) |      |
| 권30 | 열전22 |                                 | 두치(竇熾), 두의(竇毅), 우익(于翼), 이목(李穆) |      |
| 권31 | 열전23 |                                 | 위효관(韋孝寬), 위형(韋夐), 양사언(梁士彦) |      |
| 권32 | 열전24 |                                 | 신휘(申徽), 육통(陸通), 육령(陸逞), 류민(柳敏), 노유(盧柔), 당근(唐瑾) |      |
| 권33 | 열전25 |                                 | 사적치(厙狄峙), 양천(楊荐), 조강(趙剛), 왕경(王慶), 조창(趙昶), 왕열(王悅), 조문표(趙文表) |      |
| 권34 | 열전26 |                                 | 조선(趙善), 원정(元定), 양표(楊摽), 배관(裴寬), 양부(楊敷) |      |
| 권35 | 열전27 |                                 | 정효목(鄭孝穆), 최겸(崔謙), 최설(崔說), 최홍도(崔弘度), 최유(崔猷), 배협(裴俠), 설단(薛端), 설선(薛善), 설신(薛愼) |      |
| 권36 | 열전28 |                                 | 정위(鄭偉), 양찬(楊纂), 단영(段永), 왕사량(王士良), 최언목(崔彦穆), 영호정(令狐整), 사마예(司馬裔), 배과(裴果) |      |
| 권37 | 열전29 |                                 | 구준(寇儁), 한포(韓褒), 조숙(趙肅), 장궤(張軌), 이언(李彦), 곽언(郭彦), 배문거(裴文擧), 고빈(高賓) |      |
| 권38 | 열전30 |                                 | 소량(蘇亮), 류규(柳虯), 여사례(呂思禮), 설징(薛憕), 설치(薛寘), 이창(李昶), 원위(元偉) |      |
| 권39 | 열전31 |                                 | 위전(韋瑱), 양흔(梁昕), 황보번(皇甫璠), 신경지(辛慶之), 왕자직(王子直), 두고(杜杲) |      |
| 권40 | 열전32 |                                 | 위지운(尉遲運), 왕궤(王軌), 우문신거(宇文神擧), 우문효백(宇文孝伯), 안지의(顔之儀) |      |
| 권41 | 열전33 |                                 | 왕포(王褒), 유신(庾信) |      |
| 권42 | 열전34 |                                 | 소휘(蕭撝), 소세이(蕭世怡), 소원숙(蕭圓肅), 소대원(蕭大圜), 종름(宗懍), 유번(劉璠), 류히(柳霞) |      |
| 권43 | 열전35 |                                 | 이연손(李延孫), 위우(韋祐), 한웅(韓雄), 진흔(陳忻), 위현(魏玄) |      |
| 권44 | 열전36 |                                 | 천기(泉企), 이천철(李遷哲), 양건운(楊乾運), 부맹(扶猛), 양웅(陽雄), 석고(席固), 임과(任果) |      |
| 권45 | 열전37 | 유림 (儒林)                     | 노탄(盧誕), 노광(盧光), 심중(沈重), 번심(樊深), 웅안생(熊安生), 낙손(樂遜) |      |
| 권46 | 열전38 | 효의 (孝義)                     | 이당(李棠), 류회(柳檜), 두숙비(杜叔毗), 형가(荊可), 진족(秦族), 황보하(皇甫遐), 장원(張元) |      |
| 권47 | 열전39 | 예술 (藝術)                     | 기준(冀儁), 장승(莊昇), 요승원(姚僧垣), 여경희(黎景熙), 조문심(趙文深), 저해(褚該) |      |
| 권48 | 열전40 |                                 | 소찰(蕭察) |      |
| 권49 | 열전41 | 이역 (異域) 상                  | 고구려(高句麗), 백제(百濟), 만(蠻),·요(獠), 탕창국(宕昌), 등지(鄧至), 백란국(白蘭), 저족(氐), 계호(稽胡), 고막해(庫莫奚) |      |
| 권50 | 열전42 | 이역 (異域) 하                  | 돌궐(突厥), 토욕혼(吐谷渾), 고창(高昌), 선선(鄯善), 언기(焉耆), 구자(龜茲), 우전(于闐), 엽달(囐噠), 속특(粟特), 안식(安息), 파사(波斯) |      |

### 부록(附錄)
- 주서목록서(周書目錄序)